# Örtofta slot
Örtofta slott (før 1658 dansk: Ørtofte slot) er et slot i Örtofta socken, i udkanten af Örtofta by i Eslövs kommun, Skåne. Slottet ligger i det tidligere Harjager herred.
Ørtofte omtales første gang i 1346. I 1400-tallet tilhørte det slægten Has og blev siden overtaget af rigråd Tønne Parsberg. Det gik siden i arv i slægterne Lindenov, Bille, Brock, Brahe og Lykke. Landsdommeren i Skåne, Henrik Ramel købte det i 1632. Ørtofte havde indtil da haft "birkeret", dvs. egen jurisdiktion, det eneste adelige i Skåne.